# Франкенау
Франкенау (њем. Frankenau) град је у њемачкој савезној држави Хесен. Једно је од 22 општинска средишта округа Валдек-Франкенберг. Према процјени из 2010. у граду је живјело 3.432 становника. Посједује регионалну шифру (AGS) 6635010.

## Географски и демографски подаци
Франкенау се налази у савезној држави Хесен у округу Валдек-Франкенберг. Град се налази на надморској висини од 430 метара. Површина општине износи 57,3 km². У самом граду је, према процјени из 2010. године, живјело 3.432 становника. Просјечна густина становништва износи 60 становника/km².

## Међународна сарадња
| Мјесто | Држава    | Врста сарадње | Од    |
| ------ | --------- | ------------- | ----- |
|        | Француска | партнерство   | 1992. |
| Извор  |           |               |       |